# إدموند كينيدي
إدموند بيسلي كينيدي (بالإنجليزية: Edmund Kennedy) (ديسمبر 1848-5 سبتمبر 1818) كان مستكشف في أستراليا في منتصف القرن التاسع عشر، وكان مساعد مساح في نيو ساوث ويلز . كينيدي استكشف المناطق الداخلية من ولاية كوينزلاند ونيو ساوث ويلز الشمالية، بما في ذلك نهر طومسون، ونهر باركو، ونهر كوبر كريك، وشبه جزيرة كيب يورك.  توفي كينيدي في ديسمبر 1848 بعد أن طعن من قبل السكان الأصليين في أقصى شمال كوينزلاند بالقرب من كيب يورك.

## البعثة الأولى
في عام 1845، مُنح ميتشل الصلاحية من لندن لبعثة من سيدني إلى خليج كاربنتاريا تنتهي في ميناء إيسنغتون. كان واثقًا من وجود نهر كبير يجري باتجاهٍ شماليّ غربيّ إلى الخليج، وأنه الشخص الذي سيكتشفه. كان المساح تاونسيند خيار ميتشل الأول لنائب القائد، لكن قبل وقت قصير من الانطلاق، عُيّن إدموند كينيدي مكانه. في 5 نوفمبر أدى كينيدي اليمين الدستورية قاضيًا للصلح في المحكمة العليا، وانطلقت البعثة من سيدني في منتصف نوفمبر. شقت المجموعة طريقها عبر باراماتا وباثرست إلى نقطةِ التقاءٍ في بوري. أشار كينيدي في رسالة إلى والده بأن المجموعة تألفت من 30 رجل ومؤونٍ تكفي لاثنتي عشرة شهرًا إضافة إلى «8 عربات تجرها الأحصنة و3 عربات عادية و102 ثورًا و255 خروفًا و17 حصانًا». كان الحجم الكبير للبعثة سلبيًا على معدل التقدم.
تبع ميتشل الشمال على طول نهر بوغان، شرق نهر ماكواري، شمال نهر ناران، وبعدها على طول نهر بالون. وجد ميتشل هناك جسر صخري طبيعي وسمّاه جسر سانت جورج، قرب بلدة سانت جورج الحالية في كوينزلاند. لإعطاء الماشية بعض الوقت لترتاح، تركَ كينيدي في مخيمٍ لثلاثة أسابيع، ثم ليلحق به ببطء بينما يستكشف شمالًا مع مجموعة صغيرة. استمر ميتشل بتعقب نهر بالون، الذي أخذه أقصى الشمال الشرقي، لذا استدار غربًا حتى وجد نهر ماراناو حيث لحقه كينيدي والمجموعة الرئيسية في 1 يونيو 1846. بحلول ذلك الوقت أدرك ميتشل أن معداتهم كانت عائقًا كبيرًا للتقدم، لذا قرر ترك كينيدي خلفه مرة أخرى، قرب بلدة ميتشل الحالية. ذهب لأربعة أشهر ونصف.
في البداية تبع ميتشل نهر الماراناو إلى منابعه، ودخل منطقة من التلال تركته حائرًا. جرى تتبع أربع مجاري على الأقل، النوغوا وبيلياندو ونايف ونيفيل، لتحديد اتجاه جريانهم، لكن أيًّا منهم لم يتجه نحو الشمال الغربي، واستُهلك الكثير من الوقت في فعل ذلك. ترك مجموعة أخرى وراءه أيضًا وذهب إلى الشمال الغربي مع دليل محلي ورجلين فقط. اكتشف أخيرًا نهرًا كبيرً بدا أنه يتدفق نحو الخليج، لذا أسماه نهر فيكتوريا، على اسم الحاكمة البريطانية. بلغت مؤون ميتشل حدها، وأُجبر على العودة. انضم الفريقان الصغيران وعادا إلى مخيم كينيدي في 19 أكتوبر. انسحبت البعثة بعدها مسرعة إلى سيدني، ووصلت في 20 يناير 1847.

## البعثة الثانية
أُعجب ميتشل بصفات كينيدي القيادية، التي ظهرت في إدارته لمخيمات عام 1846، ومهاراته التقنية المتعلقة بالمسح والاستكشاف. باعتبار أن قضية نهرٍ شماليّ غربيّ كبير ظلت دون حل، حصل ميتشل على الموافقة في فبراير 1847 من أجل بعثة جديدة إلى خليج كاربنتاريا، بهدف واضح وهو تخطيط مسار نهر فيكتوريا الذي اكتشفه في طريقه. عُيّن كينيدي هذه المرة مسؤولًا عن فريقٍ من ثمانية، انطلق من ويندسور، نيوساوث ويلز في 21 مارس 1847.
تمثلت تعليماته بالذهاب عبر جسر سانت جورج (14 مايو) إلى المارانوا (8 يونيو) حيث كان المخيم السابق، ومن ثم تحديد مسار نهر فيكتوريا. أمضى كينيدي بعض الوقت يعين موقع نهر فيكتوريا الذي اكتشفه ميتشل على أحدث خريطة للمستعمرة، وفوجئ بحقيقة أن مساره العام تحول نحو أحد منعطفات نهر كوبر كريك، المُسمى من قِبل تشارلز سترت عام 1845. استمرت البعثة شمالًا وأصبحت المنطقة جديدة على كينيدي، وبحلول منتصف أغسطس كان على مقربة من المكان الذي أُجبر فيه ميتشل على الرجوع. قرر كينيدي إخفاء العربات والمؤون عن السكان المحليين من خلال حفر خندق كبير لطمرهم فيه، أكمل بعدها على الفرس.
بدأ النهر بالانعطاف نحو الجنوب الغربي، آخذهم بعيدًا عن الخليج. بالاستطلاع قدمًا وجد رافدًا كبيرًا ينضم إلى نهر فكتوريا من الشمال، وأسماه نهر تومسون على اسم وزير المستعمرات (أي وزير الدولة لشؤون المستعمرات)، السيد إدوارد دياس تومسون. بدأت البلاد بالتدهور وبحلول بدايات سبتمبر أُجبر كينيدي على الانسحاب إلى مخبأه المخفي بسبب نقص الماء والمؤون. لم يُظهر النهر في ذلك الوقت أي إشارة بالانعطاف تجاه الخليج، لكن بدا وكأنه سيجري إلى نهر كوبر. تحولت خطة كينيدي بعدها إلى تقسيم الفريق والذهاب بسرعة إلى الخليج.
لكن، حين فُتحت عربة مطمورة في الخندق، تبين أنه جرى العبث بها من قِبل السكان المحليين وتلفَ قسم كبير من المؤون. ترك هذا الأمر البعثة دون بديل سوى بالانسحاب إلى سيدني. على طريق رحلة العودة، تبع كينيدي مسار نهر وارغو (المُكتشف من قِبل ميتشل عام 1846)، حتى أخذه مساره أقصى الغرب، مُنقسمًا إلى قنوات عديدة. توجه بعدها شرقًا، اعترض نهر كولغوا، وعاد إلى سيدني في 7 فبراير 1848. أُثبت لاحقًا أن نهر فيكتوريا تدفق ضمن نهر كوبر كريك، وأُعيد تسميته بذلك نهر باركو، وهو الاسم المحلي للنهر، عرفه كينيدي من السكان الأصليين.